# Christina Pastor
Christina Pastor (León, 16 de julho de 1980) é uma atriz mexicana.

## Filmografia

### Telenovelas
- Qué pobres tan ricos (2014) - Alicia
- Por ella soy Eva (2012) - Antônia "Tônia" Reis Mendieta de Ramos-Arrieta
- Zacatillo, un lugar en tu corazón (2010) - Sara Villegas
- Sortilegio (2009) - Mari
- Al diablo con los guapos (2008) - Lourdes "Lulú" Robledo
- Las tontas no van al cielo (2008) - Lourdes "Lulú" Robledo
- Alborada (2005-2006) - Eloísa Iturralde
- Corazones al límite (2004) - Olga Casarreal
- Amigas y rivales (2001) - Irene

### Filmes
- Corazón de melón (2003) - Rosa Moscoso

### Séries de TV
- Mocosos Latosos (2010) - LA DIOSA DEL IMO